# يوسنيل باكالاو ألونسو
يوسنيل باكالاو ألونسو Yusnel Bacallao Alonso (ولد في 12 يناير 1981) لاعب شطرنج كوبي يحمل لقب أستاذ كبير.
- حصل على لقب أستاذ كبير عام 2012.
- شارك في كأس العالم للشطرنج عام 2017، حيث هزم في الجولة الأولى أمام فلاديمير فيدوسييف.
- بلغ تصنيف إيلو خاصته 2605 نقطة في يناير 2018.

## وصلات خارجية
- يوسنيل باكالاو ألونسو على موقع الاتحاد الدولي للشطرنج (الإنجليزية)
- يوسنيل باكالاو ألونسو على موقع مباريات الشطرنج (الإنجليزية)
- يوسنيل باكالاو ألونسو على موقع 365Chess.com (الإنجليزية)
- يوسنيل باكالاو ألونسو على موقع Chesstempo.com (الإنجليزية)
- يوسنيل باكالاو ألونسو سجل أولمبياد الشطرنج على موقع OlimpBase.org (الإنجليزية)